# Companhia de Desenvolvimento do Paraná
Companhia de Desenvolvimento do Paraná (Codepar) foi um organismo do governo da Paraná criado em 1962 pelo então governador Ney Braga com a finalidade de promover o desenvolvimento econômico do estado. Entre seus objetivos: concessão de crédito em obras de infra-estrutura, auxiliando o setor industrial e agropecuário, financiamentos e investimentos. Em 6 de dezembro de 1968, a Codepar foi transformado em um banco, o Banco de Desenvolvimento do Paraná.